# Torontáludvar
Torontáludvar (szerbül Идвор / Idvor) település Szerbiában, a Vajdaságban, a Dél-bánsági körzetben, Antalfalva községben.

## Fekvése
Antalfalvától 13 km-re északnyugatra, a Temes közelében, Farkasd keleti szomszédjában fekvő település.

## Története
Torontáludvar (Idvor) már a török hódoltság alatt is lakott volt és 1717-ben a kincstári összeírásban a pancsovai kerülethez tartozónak írták, összesen négy lakott házzal. Nem sokkal később azonban teljesen elnéptelenedett, és a Mercy-féle térképen már lakatlan helyként jelezték, majd 1750-ben a dél-magyarországi kincstári bérlők társasága bérelte.
1753-ban népesült be újra a tisza-marosi Határőrvidékről bevándorolt szerb határőrökkel, 1768–1770 között újabb szerb határőrcsapatok telepedtek le itt, 1775–1778 között pedig a kikindai kiváltságos kerületből is jöttek telepes családok.
1872-ben Torontál vármegyéhez csatolták, később pedig királyi birtok lett. 
A település határában fekvő Kralyevaunka és Ruszovaunka dűlőkben két őrhalom is található.
1910-ben 2177 lakosából 39 magyar, 27 német, 2100 szerb volt. Ebből 48 római katolikus, 2072 görögkeleti ortodox volt.
A trianoni békeszerződés előtt Torontál vármegye Antalfalvi járásához tartozott.
Torontáludvar Mihajlo Pupin (1858–1935) világhírű szerb fizikus szülőfaluja.

## Népesség

### Demográfiai változások
| 1948 | 1953 | 1961 | 1971 | 1981 | 1991 | 2002 | 2011 |
| ---- | ---- | ---- | ---- | ---- | ---- | ---- | ---- |
| 1852 | 1857 | 1823 | 1621 | 1442 | 1308 | 1198 | 974  |

## Nevezetességek
- Görögkeleti temploma - 1803–1809 között épült

## Jegyzetek

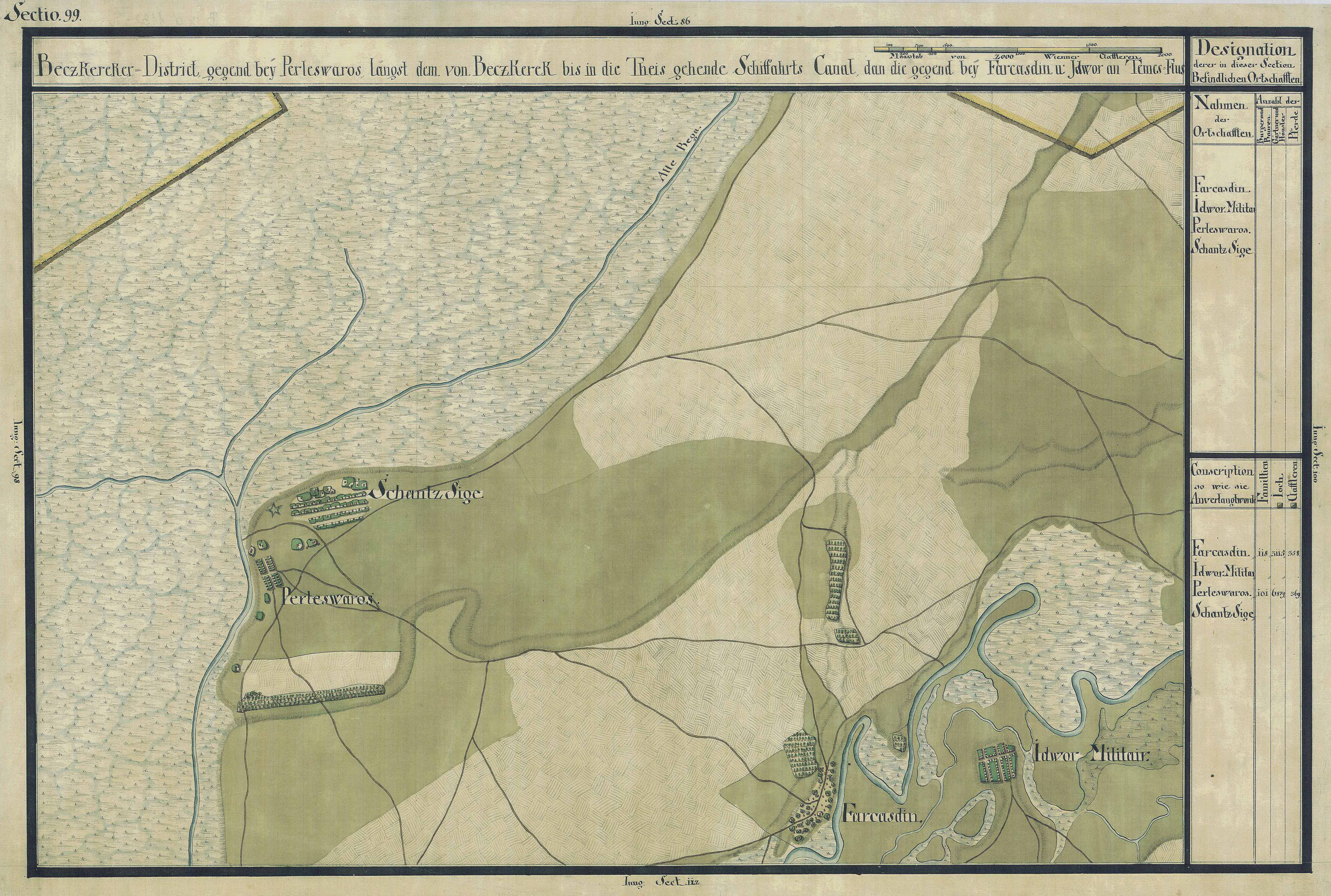
Torontáludvar egy régi térképen